# Funtor aplicativo
En programación funcional, un funtor aplicativo  (del inglés, applicative functor) es una estructura intermedia entre los funtores y las mónadas, permitiendo la secuenciación de varias computaciones funtoriales (al contrario que los funtores en general) pero sin poder hacer depender la próxima computación del resultado de la anterior (a diferencia de las mónadas).  Técnicamente, en teoría de categorías, los funtores aplicativos son funtores monoidales laxos con fuerza tensorial.
Los funtores aplicativos fueron descritos por primera vez en el contexto de la programación funcional por Conor McBride y Ross Paterson en "Functional Pearl: applicative programming with effects".